# Artistique-Europameisterschaft 1981

Logo CEB (ausrichtender Verband)

Veranstaltungsort:
Apeldoorn

Die Billard-Artistique-Europameisterschaft 1981 war das 24. Turnier in dieser Disziplin des Karambolagebillards und fand vom 22. bis zum 25. Januar 1981 in Apeldoorn statt.

## Modus
Gespielt wurden 76 verschiedene Figuren mit verschiedenen Punktewertungen. Jeder Teilnehmer hatte pro Figur drei Versuche. Die maximale Punktzahl betrug 500 Punkte.

Gewertet wurde wie folgt:
1. Punkte = Erzielte Punkte
2. Versuche = Anzahl der gespielten Versuche
3. gelöste Figuren = gelöste Figuren
4. HS = Punkte der nacheinander gelösten Figuren
5. % = Prozentual gelöste Figuren

## Abschlusstabelle
| Platz                        | Name                 | Punkte | Versuche | gel. Figuren | HS | %       |
| ---------------------------- | -------------------- | ------ | -------- | ------------ | -- | ------- |
| 1                            | Hans de Jager        | 337    | 157      | 54           | 50 | 67,40 % |
| 2                            | Raymond Steylaerts   | 328    | 165      | 54           | 67 | 65,60 % |
| 3                            | Léo Corin            | 325    | 159      | 53           | 59 | 65,00 % |
| 4                            | Cees van Oosterhout  | 307    | 178      | 48           | 44 | 61,40 % |
| 5                            | Ricardo Fernández    | 306    | 170      | 47           | 40 | 61,20 % |
| 6                            | Gert Tiedtke         | 273    | 170      | 44           | 33 | 54,60 % |
| 7                            | Emdy Mascolo         | 248    | 184      | 40           | 33 | 49,60 % |
| 8                            | Julio Gil            | 225    | 175      | 37           | 37 | 45,00 % |
| 9                            | Paolo Della Valle    | 181    | 199      | 29           | 35 | 36,20 % |
| 10                           | Heinrich Weingartner | 152    | 202      | 26           | 26 | 30,40 % |
| Turnierdurchschnitt: 53,64 % |                      |        |          |              |    |         |